# Olmo Omerzu
Olmo Omerzu (* 24. listopadu 1984 Lublaň) je slovinský režisér. Živil se jako vydavatel komiksového časopisu Stripburger a spolupracoval na mnoha evropských výstavách komiksu; mezi lety 2004 až 2011 studoval pražskou FAMU. Na Cenách české filmové kritiky 2012 získal cenu pro objev roku.

## Filmografie
- 1998 Almir (krátký film)
- 2003 Nic (krátký film)
- 2005 Ve čtyři odpoledne (krátký film)
- 2005 Masky (krátký film)
- 2006 Slzy (krátkometrážní dokument)
- 2006 Láska (krátký film)
- 2008 Druhé dějství (43 minut, hraný film, 35 mm)
- 2011 Příliš mladá noc
- 2015 Rodinný film
- 2018 Všechno bude
- 2021 Atlas ptáků
- 2024 Nevděčné bytosti[2] (filmové drama v přípravě)

## Ocenění
- Cena české filmové kritiky (2012) – Objev roku[3]
- Tokyo IFF (2015) – Cena za umělecký přínos (Rodinný film)[4]
- Cena české filmové kritiky (2016) – Nejlepší scénář (Rodinný film) sdílená s Nebojšou Pop-Tasićem[5]
- Český lev (2018) – Nejlepší režie (Všechno bude)[6]